# Reyer Venezia Mestre 2020-2021
Questa voce raccoglie le informazioni riguardanti la Reyer Venezia Mestre nelle competizioni ufficiali della stagione 2020-2021.

## Stagione
La stagione 2020-2021 della Reyer Venezia Mestre sponsorizzata Umana, è la 51ª nel massimo campionato italiano di pallacanestro, la Serie A.

## Roster
Aggiornato al 9 luglio 2020.
| Umana Reyer Venezia Mestre 2020-21 | Umana Reyer Venezia Mestre 2020-21 |
| Giocatori                          | Staff tecnico                      |
| ---------------------------------- | ---------------------------------- |

| N. | Naz.                                              | Ruolo | Nome               | Anno | Alt.   | Peso   |  |
| -- | ------------------------------------------------- | ----- | ------------------ | ---- | ------ | ------ |  |
| 3  | Italia (bandiera)                                 | PG    | Davide Casarin     | 2003 | 194 cm | 86 kg  |  |
| 5  | Stati Uniti (bandiera)                            | PA    | Julyan Stone       | 1988 | 198 cm | 91 kg  |  |
| 6  | Stati Uniti (bandiera) · Grecia (bandiera)        | AP    | Michael Bramos (C) | 1987 | 198 cm | 102 kg |  |
| 7  | Italia (bandiera)                                 | G     | Stefano Tonut      | 1993 | 194 cm | 90 kg  |  |
| 9  | Stati Uniti (bandiera)                            | A     | Austin Daye        | 1988 | 211 cm | 91 kg  |  |
| 10 | Italia (bandiera)                                 | P     | Andrea De Nicolao  | 1991 | 185 cm | 75 kg  |  |
| 12 | Italia (bandiera)                                 | GA    | Luca Campogrande   | 1996 | 198 cm | 90 kg  |  |
| 14 | Slovenia (bandiera)                               | C     | Gašper Vidmar      | 1987 | 211 cm | 110 kg |  |
| 15 | Stati Uniti (bandiera)                            | P     | Wes Clark          | 1994 | 184 cm | 83 kg  |  |
| 21 | Stati Uniti (bandiera)                            | GA    | Jeremy Chappell    | 1987 | 191 cm | 91 kg  |  |
| 22 | Italia (bandiera)                                 | AC    | Valerio Mazzola    | 1988 | 205 cm | 111 kg |  |
| 25 | Italia (bandiera)                                 | PG    | Lorenzo D'Ercole   | 1988 | 188 cm | 86 kg  |  |
| 30 | Argentina (bandiera) · Italia (bandiera)          | GA    | Bruno Cerella      | 1986 | 194 cm | 93 kg  |  |
| 33 | Italia (bandiera)                                 | C     | Luca Possamai      | 2001 | 211 cm | 101 kg |  |
| 40 | Italia (bandiera)                                 | G     | Leonardo Biancotto | 2002 | 193 cm |        |  |
| 42 | Nuova Zelanda (bandiera) · Regno Unito (bandiera) | AC    | Isaac Fotu         | 1993 | 203 cm | 104 kg |  |
| 45 | Italia (bandiera)                                 | AG    | Giovanni Bellato   | 2002 | 201 cm |        |  |
| 50 | Stati Uniti (bandiera)                            | C     | Mitchell Watt      | 1989 | 208 cm | 102 kg |  |
| 55 | Stati Uniti (bandiera)                            | PG    | Curtis Jerrells    | 1987 | 185 cm | 88 kg  |  |
| -  | Italia (bandiera)                                 | P     | Alvise Minincleri  | 2002 | 180 cm |        |  |

| Allenatore |
| - Walter De Raffaele                                                                                          |
| Assistente/i                                                                                                  |
| - Alberto Billio - Massimo Galli - Gianluca Tucci Legenda - (C) Capitano - (IN) Inattivo - Infortunato Roster |

## Mercato

### Sessione estiva
| Acquisti | Acquisti          | Acquisti         | Acquisti      | Acquisti |
| R.a      | Nome              | da               | Modalità      |          |
| -------- | ----------------- | ---------------- | ------------- | -------- |
| G        | Riccardo Visconti | Pall. Mantovana  | fine prestito |          |
| PG       | Lorenzo D'Ercole  | Pistoia Basket   | svincolato    |          |
| AC       | Isaac Fotu        | Universo Treviso | svincolato    |          |
| PG       | Riccardo Bolpin   | Latina Basket    | fine prestito |          |
| G        | Federico Miaschi  | V.L. Pesaro      | fine prestito |          |

| Cessioni | Cessioni             | Cessioni            | Cessioni       | Cessioni |
| R.       | Nome                 | a                   | Modalità       |          |
| -------- | -------------------- | ------------------- | -------------- | -------- |
| AC       | Ike Udanoh           | Pall. Trieste       | fine contratto |          |
| C        | Francesco Pellegrino | Amici Pall. Udinese | fine contratto |          |
| G        | Riccardo Visconti    | N.B. Brindisi       | fine contratto |          |
| G        | Federico Miaschi     | Pall. Biella        | prestito       |          |
| G        | Andrew Goudelock     | Rytas Vilnius       | fine contratto |          |
| PG       | Riccardo Bolpin      | Pall. Forlì 2.015   | prestito       |          |
| PG       | Ariel Filloy         | V.L. Pesaro         | fine contratto |          |

### Dopo l'inizio della stagione
| Acquisti | Acquisti         | Acquisti        | Acquisti         | Acquisti   |
| R.       | Nome             | da              | Data             | Modalità   |
| -------- | ---------------- | --------------- | ---------------- | ---------- |
| GA       | Luca Campogrande | Virtus Roma     | 18 dicembre 2020 | svincolato |
| P        | Wes Clark        | Niners Chemnitz | 11 gennaio 2021  | svincolato |
| PG       | Curtis Jerrells  | Włocławek       | 7 maggio 2021    | svincolato |

| Cessioni | Cessioni         | Cessioni        | Cessioni         | Cessioni    |
| R.       | Nome             | a               | Data             | Modalità    |
| -------- | ---------------- | --------------- | ---------------- | ----------- |
| PG       | Lorenzo D'Ercole | Derthona Basket | 17 febbraio 2021 | rescissione |